# الغباطية
الغباطية  هي إحدى القرى اللبنانية من قرى قضاء جزين في محافظة الجنوب.